# Pearl Lang
Pearl Lang (ur. 29 maja 1921 w Chicago, zm. 24 lutego 2009 na Manhattanie, Nowy Jork) – amerykańska tancerka, choreografka i pedagożka. Była solistką, interpretatorką i propagatorką stylu choreograficznego Marthy Graham (1894-1991), a także założycielką własnego zespołu tanecznego Pearl Lang Dance Theater. 
Urodziła się jako Pearl Lack w Chicago. Swój pierwszy tanieć stworzyła w wieku 10 lat; studiowała w ramach specjalnego programu dla uzdolnionych na Uniwersytecie w Chicago. W 1941 przeniosła się do Nowego Jorku, aby studiować taniec współczesny u Louisa Horsta (1884-1964) i Marthy Graham. Wkrótce dołączyła do zespołu Graham, gdzie była solistką w latach 1942-1952 i gościnnie od 1954 do końca lat 70. XX w. W 1952 Lang założyła własny zespół Pearl Lang Dance Theater dla którego stworzyła choreografię do około 60 przedstawień, z których połowa była zakorzeniona w tematyce żydowskiej, w tym Shirah (1960) inspirowanego mistyczną chasydzką opowieścią o odrodzeniu i The Possessed (1974) opartego na historii Dybuka. Występowała w przedstawieniach Appalachian Spring (1944), American Masters (1985) i Driven (2001). Wykładała na wydziale nowojorskiej Juilliard w latach 1951-1969. Wśród jej licznych uczniów była piosenkarka Madonna.